# Zangief
Zangief è un personaggio della saga videoludica Street Fighter.
Comparso a partire dal secondo capitolo, è diventato uno dei personaggi più amati della serie. È una presenza fissa e appare anche nei videogiochi Marvel vs. Capcom.

## Il personaggio
Nato e cresciuto nelle desolate campagne del nord dell'ex Unione Sovietica, Zangief si è allenato giorno e notte con assoluta determinazione, sconfiggendo gli enormi orsi della Siberia per allenarsi. Dopo aver vinto svariati titoli mondiali (e aver devoluto interamente i suoi profitti per la causa comunista), ha incontrato il Comandante M. Bison che, promettendogli un nuovo futuro per sé e per la "Santa Madre Russia", riesce ad ingannarlo e ad assoldarlo nelle sue file.
È un campione di wrestling, ed infatti nel gioco è l'unico personaggio a vantare una quantità innumerevole di prese. In realtà, il personaggio di Zangief non è del tutto originale all'interno di giochi Capcom; infatti il massiccio personaggio è ispirato a Haggar di Final Fight. Anche Haggar era un grosso wrestler il cui stile di combattimento è focalizzato su prese e proiezioni. Inoltre Zangief è un ammiratore di quest'ultimo.
Zangief assomiglia al simbolo della sua nazione: l'orso bruno. Buono di natura fuori dal ring, Zangief ha dovuto abbandonare la Federazione di Lotta Russa per mancanza di avversari forti. Dopo la disgregazione dell'Unione Sovietica e il conseguente trasferimento in Occidente, il gigante russo ha imparato dai colleghi statunitensi tutti i trucchi del mestiere aggiungendo molte mosse micidiali al suo già ben nutrito arsenale.
Nel suo epilogo in Street Fighter II, lo si vede assieme a Michail Gorbačëv, con la quale sembra essere in ottimi rapporti, e i due celebrano la vittoria danzando la Hopak, pur non essendo una danza russa.
Nel film Street Fighter - Sfida finale Zangief è interpretato da Andrew Bryniarski con la voce italiana di Alessandro Rossi. Nel doppiaggio italiano del film Ralph Spaccatutto la voce di Zangief è del capitano della nazionale di rugby italiana, Sergio Parisse.
In fase di creazione il personaggio era stato chiamato "Vodka Gobalsky".

## Aspetto fisico
Zangief si presenta come un gigante di 214 centimetri e pesante 181 chili. È parecchio massiccio, ha diverse cicatrici a forma di X ed ha barba e capelli marroni. Ha gli occhi azzurri.

## Mosse speciali
- Spinning Piledriver: Zangief afferra il suo avversario e lanciandosi in aria compie un Piledriver ruotando su se stesso (cosa che gli ha dato il soprannome di Ciclone Rosso)
- Spinning Lariat: Zangief ruota su se stesso a braccia e pugni distesi colpendo e spazzando l'avversario. Rende innocue molte mosse speciali degli avversari. A partire da Street Fighter II Champion Edition Zangief può camminare compiendo la mossa.
- Siberian Supplex: Zangief afferra l'avversario e compie un supplex per poi rialzarsi, mantenendo sempre l'avversario e compie un secondo supplex volante, facendo sbattere violentemente la schiena dell'avversario a terra.
- Banishing Flat: Zangief si gira e colpisce con un pugno colmo di energia l'avversario. Può annullare mosse come l'Hadouken ma non le super mosse.
- Quick Spinning Lariat: è in sostanza uno Spinning Lariat ma molto veloce ed invincibile poiché Zangief non può essere colpito alle gambe, unico tallone d'Achille della mossa.

### Super mosse
- Final Atomic Buster: è un colpo potente formato da due Siberian Supplex e, lanciando l'avversario in aria, effettua uno Spinning Piledriver finale.
- Siberian Blizzard: Zangief salta in aria e inizia a ruotare rapidamente con le braccia tese nel tentativo di afferrare l'avversario in volo. In caso di successo, lo afferra e lo stringe con una presa alla testa, ruotandoli verso l'alto in aria. Poi li mette in una posizione a croce rovesciata e li spinge a testa in giù sul terreno.
- Aerial Slam: Zangief salta in verticale e afferra l'avversario in volo sbattendolo violentemente a terra.
- Ultimate Spinning Lariat: Zangief esercita più rotazioni a 360° roteando i suoi bracci detti giant; questa mossa è in grado di infliggere danni considerevoli all'avversario.

## Apparizioni
- Street Fighter II - The World Warrior
- Street Fighter II - Champion Edition
- Street Fighter II Hyper (SF II Turbo in Occidente)
- Super Street Fighter II: The New Challengers
- Super Street Fighter II X: The Ultimate Challengers (SSF II Turbo in Occidente)
- Street Fighter Zero 2 (Street Fighter Alpha 2 in occidente)
- Street Fighter Zero 2 gold (Street Fighter Alpha 2 turbo in occidente)
- Street Fighter Zero 3 (Street Fighter Alpha 3 in Occidente)
- Street Fighter Zero 3 Upper (Street Fighter Alpha 3 Upper in Occidente)
- Hyper Street Fighter II
- Capcom vs Snk: Millennium Fighters 2000
- Capcom vs Snk Pro
- Capcom vs Snk 2
- Gem Fighters (Pocket Fighter in Occidente)
- X-Men vs. Street Fighter
- Marvel Super Heroes vs. Street Fighter (anche come Mech-Zangief)
- Marvel vs. Capcom: Clash of Super Heroes (si trasforma anche in Mech-Zangief)
- Marvel vs. Capcom 2: New Age of Heroes (si trasforma anche in Mech-Zangief)
- Capcom Fighting Generation (Capcom Fighting Evolution solo in America)
- Street Fighter IV
- Ralph Spaccatutto e Ralph spacca Internet (cameo)
- LittleBigPlanet (costume DLC Pack "Street Fighter")
- Street Fighter V
- Street Fighter EX Plus Alpha
- Street Fighter 6

## Accoglienza
Fin dalla sua prima apparizione Zangief è stato uno dei personaggi più amati dai fan per via della sua caratterizzazione.
La rivista Play Generation lo classificò come il miglior personaggio con il bicipite più pompato dei videogiochi usciti su PlayStation 2 tenendo conto della sua apparizione in Street Fighter Alpha Anthology.